# 鍼灸大学前駅
鍼灸大学前駅（しんきゅうだいがくまええき）は、京都府南丹市日吉町保野田岩ヶ下にある、西日本旅客鉄道（JR西日本）山陰本線の駅である。

## 歴史
当時の明治鍼灸大学の通学生および附属病院の通院患者の利便を図るため、大学が建設費4900万円を負担して建設された請願駅である。
明治鍼灸大学は2008年（平成20年）4月1日に明治国際医療大学へ改名したが、JR西日本は駅名を「変えるつもりはない」としている。

### 年表
- 1995年（平成7年）7月：駅建設に着手[3]。
- 1996年（平成8年）3月16日：山陰本線園部駅 - 綾部駅間電化に伴い新設[2]。当初から舞鶴鉄道部管轄だった。
- 2006年（平成18年）7月1日：舞鶴鉄道部廃止に伴い福知山支社直轄となり、西舞鶴駅の被管理駅となる。
- 2010年（平成22年）8月14日：日吉駅・胡麻駅開設100周年を迎え、記念式典が開催される。
- 2021年（令和3年）3月13日：ICカード「ICOCA」の利用が可能となる[5]。
- （時期不明）：管理駅が西舞鶴駅から綾部駅へ移転したことに伴い、綾部駅の被管理駅となる[要出典]。
- 2022年（令和4年）
  - 6月1日：管理駅を福知山駅に変更。
  - 10月1日：組織改正に伴い、近畿統括本部福知山管理部管轄となる。

## 駅構造

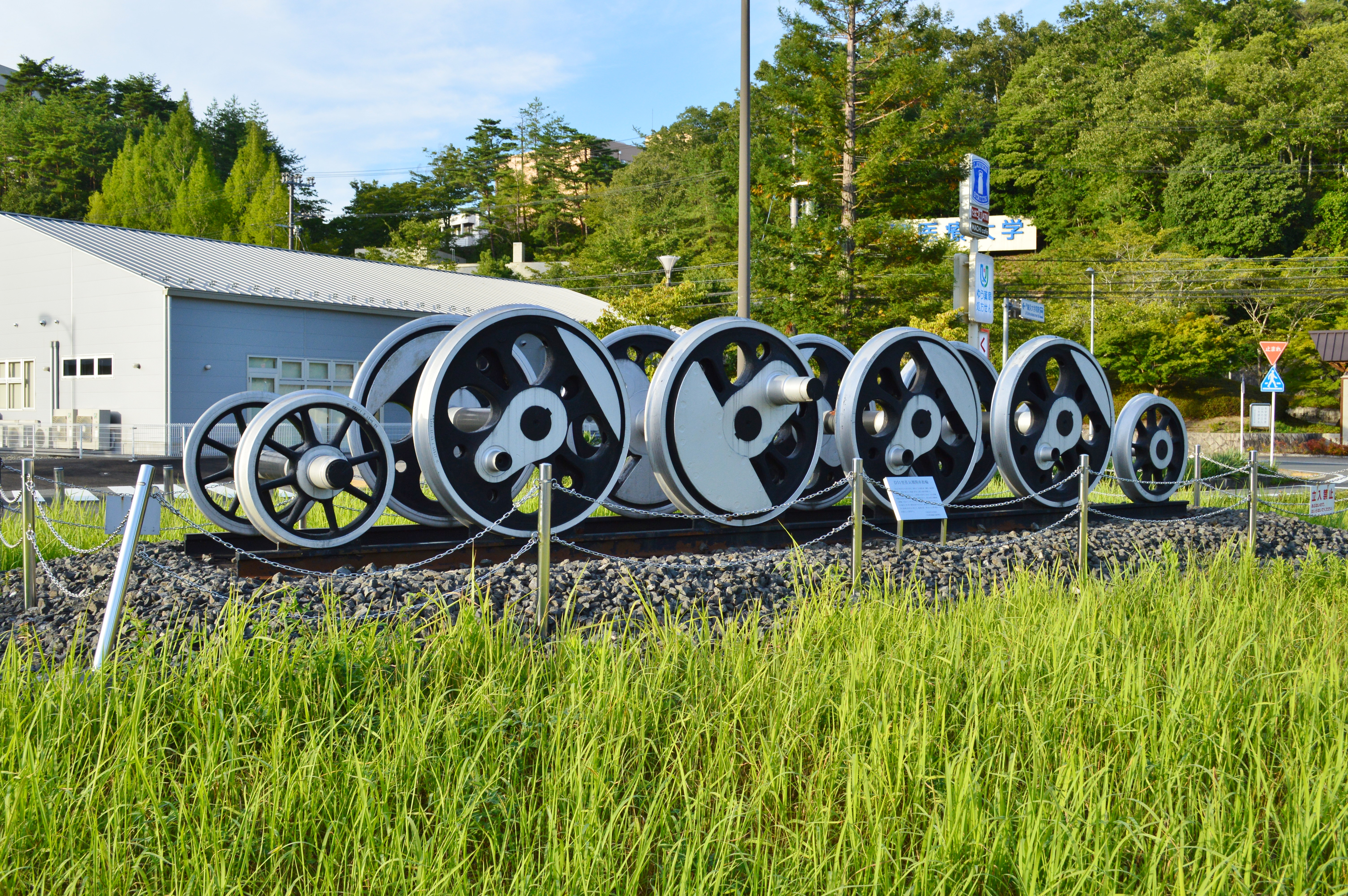
駅前のD51動輪

福知山方面に向かって右側に単式ホーム1面1線を有する地上駅（停留所）。京都駅 - 城崎温泉駅間の直流電化区間内にある途中駅では唯一、交換設備を持たない棒線駅である。
駅舎はあるが、福知山駅管理の無人駅。ホーム入口付近に自動券売機が設置されている。2021年3月13日からICOCA等の全国相互利用サービスに対応した交通系ICカードが利用可能となっている。棒線駅のため、園部方面行・福知山方面行の双方が同じホームを共用する。後付けの駅と言うこともあり、ホーム幅は狭くなっている。
便所は駅舎内にあり、男女別水洗式となっている。
駅前広場・ロータリーと駅との間を胡麻川が流れており、橋を渡って駅舎に入る構造となっている。

## 利用状況
学生利用が中心である。
1日平均乗車人員は以下の通り。1日平均乗降人員は以下の通り。
| 年度               | 1日平均 乗車人員 | 1日平均 乗降人員 |
| ------------------ | ---------------- | ---------------- |
| 1999年（平成11年） | 211              |                  |
| 2000年（平成12年） | 222              |                  |
| 2001年（平成13年） | 247              |                  |
| 2002年（平成14年） | 260              |                  |
| 2003年（平成15年） | 299              |                  |
| 2004年（平成16年） | 332              |                  |
| 2005年（平成17年） | 334              |                  |
| 2006年（平成18年） | 370              |                  |
| 2007年（平成19年） | 386              |                  |
| 2008年（平成20年） | 422              |                  |
| 2009年（平成21年） | 425              |                  |
| 2010年（平成22年） | 389              |                  |
| 2011年（平成23年） | 383              | 766              |
| 2012年（平成24年） | 378              | 758              |
| 2013年（平成25年） | 384              | 766              |
| 2014年（平成26年） | 340              | 678              |
| 2015年（平成27年） | 336              | 672              |
| 2016年（平成28年） | 326              | 654              |
| 2017年（平成29年） |                  | 622              |
| 2018年（平成30年） |                  | 714              |
| 2019年（令和元年） |                  | 784              |
| 2020年（令和2年）  |                  | 538              |
| 2021年（令和3年）  |                  | 636              |
| 2022年（令和4年）  |                  | 790              |
| 2023年（令和5年）  |                  | 822              |

## 駅周辺
山間部だが胡麻川に沿って若干平地が開けた場所にある。駅周辺は僅かに民家が点在している。駅前ロータリーから京都府道50号京都日吉美山線を越えるとそのまま明治国際医療大学の構内に入って行く。
- 明治国際医療大学
  - 明治国際医療大学附属病院
- 生涯学習センター
  - 南丹市立図書館 日吉図書室
- 京都府道50号京都日吉美山線

### バス路線
「鍼灸大学前駅」停留所より、南丹市営バスの路線が発着する。
- 美山園部線：宮脇
- 胡麻線：日吉駅 / 畑郷 ※1日数便

## 隣の駅
西日本旅客鉄道（JR西日本）
 山陰本線
日吉駅 - 鍼灸大学前駅 - 胡麻駅